# Лаллеман, Ева
Ева Лаллеман (урождённая Шейнберг, фр. Eva Lallement; 8 января 1914, Кишинёв, Бессарабская губерния — 22 октября 1991, Ле-Сабль-д’Олон, Франция) — французская художница и скульптор, представительница наивного искусства.

## Биография
Родилась в Кишинёве в еврейской семье, которая в 1924 году эмигрировала во Францию. В двадцатилетнем возрасте вышла замуж за Пьера Лаллемана, который погиб на фронте в 1940 году, оставив её вдовой с маленькой дочерью на руках. В 1949 году она вновь вышла замуж и поселилась в Вандее, где приобрела с мужем гостиницу и ресторан «Mireille Oasis».
В 1959 году по совету своего друга, художника Жюля Лефранка, начала заниматься живописью, а позже также ваянием. Её поддержали братья Жан и Жоэль Мартель и уже в 1961 году прошла её первая индивидуальная выставка. В этом же году от несчастного случая погибла её единственная дочь Моник. Эта трагедия окрасила всё её последующее творчество. Её скульптурные работы в особенности отражают навязчивую фиксацию на смерти, с доминированием оттенков чёрного цвета и трагическим выражением лиц.
В 1976 году вышла книга избранных кулинарных рецептов ресторана Евы Лаллеман «A La Table D’Eva», с её стихами и каталогом её картин и скульптур, с эссе Жана Юге о творчестве художницы. 23 октября 1983 года удостоена звания кавалера ордена Искусств и изящной словесности Франции.
Умерла в октябре 1991 года в Ле-Сабль-д’Олоне.
Большая коллекция работ художницы хранится в постоянной экспозиции Музея наивного искусства в Лавале, а также Музея современного искусства в Ницце, в Музее Фонтене-ле-Конта, в фонде современного искусства Пеи-де-ла-Луар.
В Ла-Рош-сюр-Йоне есть Аллея Евы Лаллеман (фр. Allée Eva Lallement).